# Simeó Peiró Frasquet
Simeó Salvador Peiró Frasquet (Potries, 23 de marzo de 1903-3 de octubre de 1979) fue un médico rural con grandes conocimientos de arqueología, por ser su gran afición.

## Biografía
Nace dentro de una acamodada familia, y fue el hijo mayor del matrimonio formado por Simeó Peiró Gregori (hijo del propietario del molino de Alfàs o de los Frailes de Potries), y Dolores Frasquet Pastor (hija de un rico propietario de Rafelcofer).
La primera educación la recibió en los Franciscanos de Ontinyent, y después estudió el bachillerato y la carrera universitaria, en Valencia. Estudió medicina en la Universidad de Valencia y ejerció como médico rural durante gran parte de su vida, tanto en la provincia de Alicante (Beniarrés, Elche), como en la de Valencia (Lloc  Nou de Sant Jeróni, Castellonet o Potries ).
Terminada la carrera se casó con Adela Alemán, murciana, y se instalaron en Beniarrés, como médico rural hasta que estalló la Guerra Civil. En ese momento ya habían nacido sus tres hijos mayores: Francisco, Mari Lola y Adela.
Durante la Guerra Civil fue destinado a los hospitales de campaña. Además de curar a los heridos, se dedicó a rescatar las obras de arte de las iglesias de los pueblos por donde pasaban, y hacerlas llegar al Museo del Prado primero, y después a los centros de la zona republicana donde pudieran ser salvadas.
Una vez finalizada la guerra, nació su cuarto hijo, Simeón, y el matrimonio decide instalarse en un pueblo grande para poder dar a sus hijos una educación mejor sin tener que enviarlos fuera, por lo que termina residiendo en la ciudad de Elche.
Fue amigo de arqueólogos reconocidos como Alejandro Ramos Folqués, o Luis Pericot García. Estas amistades y su gran interés por la arqueología le llevan a conocer muy bien los yacimientos de la comarca de la Safor.
Fue cronista de su pueblo desde julio de 1956, y salvó de la desaparición una tumba neolítica que apareció al ser desmontado un huerto de naranjos.
Murió con 76 años en su pueblo natal.

## Arqueólogo aficionado
Simeón Peiró Frasquet fue la primera persona que escribió en torno al yacimiento arqueológico del Neolítico existente en Potries, una necrópolis situada muy cerca del río Serpis. Además de hacer la primera referencia escrita a este yacimiento, este arqueólogo aficionado, informó de un primer yacimiento en la partida Casa fosca-Horteta, asociado a ritos funerarios del eneolítico, con tumbas de tipo túmulo, restos de osos humanos y material lítico, destacando tres hachas de piedra pulimentada. También encontró restos de cerámica negra decorada con motivos geométricos, bandas y triángulos; aunque no son éstos los únicos restos o trabajos que este arqueólogo aficionado hizo.
Presentó informes de sus hallazgos a varios congresos de arqueólogos, destacando:
*Una ponencia sobre historias locales en el Congreso arqueológico del sudeste español de 1949
*Una ponencia sobre la casa oscura de potries y sus excavaciones, en el Congreso arqueológico del sudeste español de 1951
Además, su vocación y su trabajo como arqueólogo aficionado ha sido reconocida en publicaciones especializadas como en el libro "La labor del Servicio de Investigación Prehistórica y su Museo en el pasado año 1981. ISBN 1989-508; en el que, en las páginas 140-141, se dice:

Excavaciones de urgencia en la villa romana de «La Campina», de Potríes Desde la década de los cuarenta se tenía conocimiento de la presencia de restos romanos en las partidas de «La Campina » y de «La Catorcena», ambas en término municipal de Potríes, merced a las investigaciones efectuadas por don Simeón Peiró Frasquet, que en una somera noticia dio a conocer la existencia de muros con revestimiento rojo, terra sigillata gris y anaranjada, tégulas y ánforas, además de otras cerámicas de clasificación imprecisa. Pero todo este material se perdió ...
Ante la existencia del riesgo de destrucción de los restos que pudieran quedar y a la vista de los hallazgos superficiales realizados recientemente y antes por el señor Peiró Frasquet, la Dirección del Servicio dispuso la realización de unas excavaciones de urgencia, cuyos trabajos se iniciaron el día 27 de diciembre de 1980, teniéndose que suspender las tareas a los dos días debido al mal tiempo, no reanudándose hasta el 3 de enero último, concluyéndose el día 5 siguiente...